# Vanilla pompona
Vanilla pompona auch kleine Vanille oder (aufgrund ihrer Form) Bananenvanille, ist eine Pflanzenart aus der Gattung Vanille (Vanilla) in der Familie der Orchideen (Orchidaceae). Die Kletterpflanze hat ihr Verbreitungsgebiet in Mittelamerika.

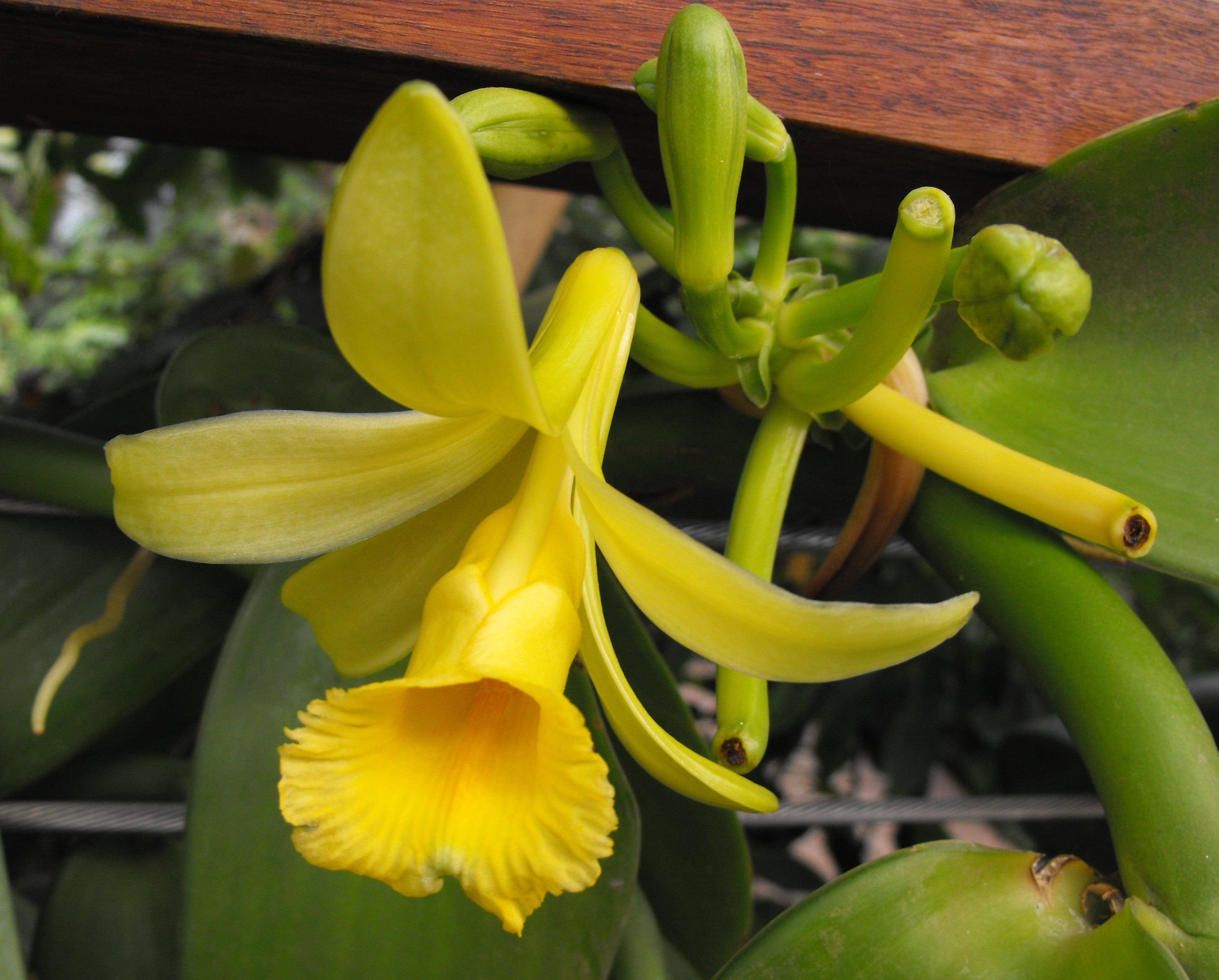
Blüte

## Beschreibung
Vanilla pompona ist eine immergrüne Kletterpflanze. Die Sprossachse ist grün, fleischig, im Querschnitt rund mit einem Durchmesser von 1 bis 1,5 Zentimeter. Die Blätter sind länglich oval, vorne enden sie spitz, der Blattgrund ist abrupt verschmälert bis leicht herzförmig, der Blattstiel ist 1 Zentimeter lang und ebenso breit. Die Blattlänge beträgt 15 bis 25 Zentimeter, die Breite 5 bis 12 Zentimeter. Die Oberseite der Blätter ist glänzend dunkelgrün, die Unterseite ist heller und matter. Die Blätter sind ledrig bis fleischig (0,3 bis 0,5 Zentimeter Dicke), der Blattrand ist etwas durchscheinend und scharf gekantet.
Die Blütenstandsachse wird 2 bis 5 Zentimeter lang und trägt sechs bis acht große, zitronig duftende Blüten. Die Tragblätter sind zweizeilig angeordnet, breit bis schmal oval geformt, 1 bis 2 Zentimeter lang. Der gebogene Fruchtknoten ist 5 bis 6 Zentimeter lang und im Querschnitt leicht dreieckig. Die Sepalen und seitlichen Petalen sind lanzettlich, oberhalb der Mitte am breitesten, sie enden stumpf, ihre Länge beträgt 7,5 bis 8,5 Zentimeter bei 1,2 bis 1,6 Zentimeter Breite. Die Petalen sind dabei etwas kürzer als die äußeren Blütenblätter, ihre Ränder können leicht gewellt sein, auf der Außenseite sind sie gekielt. Die Lippe ist 9 bis 9,5 Zentimeter lang, ungelappt oder angedeutet dreilappig. Ihre Ränder sind nach oben geschlagen und bilden eine Röhre, nur der vordere Teil ist ausgebreitet und am Rand gewellt. Die Oberfläche der Lippe ist glatt bis auf ein Büschel nach hinten gerichteter Haare. Die  Säule wird 6 bis 7 Zentimeter lang, auf der Hälfte ihrer Länge ist sie mit den Rändern der Lippe verwachsen. Die leicht gebogene, süß aromatisch riechende Frucht erreicht 10 bis 12, selten bis 18 Zentimeter Länge, im Querschnitt misst sie 1,6 bis 3 Zentimeter. Die Samen sind oval, glänzend schwarz und 0,4 Millimeter groß.
Die Chromosomenzahl beträgt 2n = 32.

## Verbreitung
Vanilla pompona ist aus Mexiko, Nicaragua, Costa Rica und Panama nachgewiesen, eventuell gehören auch Populationen aus Ecuador und Kolumbien dazu. Die Verbreitung im nördlichen Südamerika ist unklar. Aufgrund ihrer aromatischen Früchte wird sie gelegentlich angebaut, vor allem in der Karibik (Guadeloupe, Antillen) aber auch in Madagaskar. Sie ist in der Kultivation nicht so heikel wie die Gewürzvanille (Vanilla planifolia) und fruchtet schon nach kurzer Zeit.

## Systematik und Botanische Geschichte
Diese Orchidee wurde 1829 von Christian Julius Wilhelm Schiede beschrieben.
Innerhalb der Gattung Vanilla wird Vanilla pompona in die Untergattung Xanata und dort in die Sektion Xanata, die nur Arten der Neotropis enthält, eingeordnet. Soto Arenas und Cribb ordnen eine Reihe weiterer Arten in die sogenannte Vanilla pompona-Gruppe ein, dies sind Vanilla calyculata, Vanilla chamissonis, Vanilla columbiana, Vanilla grandiflora, Vanilla pseudopompona und Vanilla vellozii.
Drei Unterarten lassen sich innerhalb von Vanilla pompona unterscheiden:
- Vanilla pompona subsp. pompona, die Nominatform, hat ein Verbreitungsgebiet in Mexiko, das von den anderen Populationen weiter südlich getrennt ist.[7] Die Blüten sind relativ klein und öffnen sich nicht weit.
- Vanilla pompona subsp. grandiflora (Lindl.) Soto Arenas aus dem Gebiet zwischen Trinidad und dem tropischen Südamerika[7] hat, wie der Name schon andeutet, größere Blüten, die sich weit öffnen.
- Vanilla pompona subsp. pittieri (Schltr.) Dressler aus Honduras, Nicaragua, Costa Rica und Panama.[4][7]